# П'єа
П'єа (італ. Piea, п'єм. Pièja) — муніципалітет в Італії, у регіоні П'ємонт,  провінція Асті.
П'єа розташовані на відстані близько 500 км на північний захід від Рима, 30 км на схід від Турина, 18 км на північний захід від Асті.
Населення — 600 осіб (2014).
Щорічний фестиваль відбувається 3 травня. Покровитель — Филип.

## Демографія
Населення за роками:

Станом на 1 січня 2023 року в муніципалітеті офіційно проживало 57 іноземців з 12 країн, серед них 37 громадян країн Євросоюзу.

## Сусідні муніципалітети
- Кортанце
- Куніко
- Монтафія
- Пьова-Массая
- Сольйо
- В'яле